# Джакарта-Сукарно-Хатта (аеропорт)
Міжнародний аеропорт Сукарно-Хатта (індонез. Bandar Udara Internasional Soekarno–Hatta, англ. Soekarno-Hatta International Airport) — аеропорт, розташований у місті Тангеранг (провінція Бантен Індонезії). Аеропорт обслуговує також Джакарту та інші міста-супутники. Аеропорт отримав свою назву на честь першого президента Індонезії Ахмеда Сукарно та першого віце-президента Мохаммада Хатти.
Аеропорт має дві незалежні злітно-посадкові смуги і три пасажирських термінали. Термінал 1 обслуговує внутрішні рейси авіакомпанії Indonesian Airlines; термінал 2 обслуговує міжнародні рейси; завершена та введена в експлуатацію у квітні 2009 року частина терміналу 3 використовується для рейсів авіакомпаній AirAsia та Mandala Airlines. Повне завершення будівництва терміналу 3 заплановано на 2020 рік.
Найбільший аеропорт Індонезії.